# Matt Archibald
Matthew "Matt" Archibald (ur. 20 maja 1986 w Hamilton) – nowozelandzki kolarz torowy, brązowy medalista mistrzostw świata.

## Kariera
Największy sukces w karierze osiągnął w 2015 roku, kiedy zdobył brązowy medal w wyścigu na 1 km podczas mistrzostw świata w Paryżu. W zawodach tych wyprzedzili go jedynie Francuz François Pervis i Niemiec Joachim Eilers. W tej samej konkurencji trzecie miejsce zajął także na rozgrywanych rok wcześniej igrzyskach Wspólnoty Narodów w Glasgow. Tym razem lepsi byli tylko Australijczyk Scott Sunderland oraz kolejny reprezentant Nowej Zelandii, Simon van Velthooven.